# 南方就由
南方 就由（みなみがた なりよし）は、戦国時代の武将。毛利氏の家臣。父は南方元次。弟は南方就正。

## 出自
南方氏は元々中原氏の庶流・門司氏の一門、大積（おおつみ）系門司氏の出身で、豊後国の大友氏や安芸国の厳島神主家と同族にあたる。延元元年（1337年）頃に安芸国山県郡南方の地頭となり、名字を「南方」と称した。就由の父・元次の代に毛利興元に仕えた。

## 生涯
毛利氏家臣である南方元次の嫡男として生まれる。毛利元就から「就」の偏諱を与えられて「就由」と名乗った。
『閥閲録』巻47「南方九左衛門」に収録された南方氏の家譜によると、就由について「安芸国に住んだが、子細が有って家が断絶した。母は井上元兼の娘である」と記されている。この記述から、天文19年（1550年）7月12日から7月13日にかけて惣領の井上元兼を始めとする安芸井上氏が粛清された際に、就由の母が井上元兼の娘であり、就由自身も井上元兼の外孫にあたることから、連座して家督を失うことになったと考えられている。
その後、弟の南方就正が就由に代わって南方氏の家督を相続して武功を挙げ、弘治3年（1557年）に周防国佐波郡の右田ヶ岳城の城代となって毛利氏の山口支配に従事した。
永禄12年（1569年）閏5月6日、毛利元就は九州に出陣中の南方就正に対する返書において就正を労うと共に、特に問題が無ければ帰国しても良いと許可を出す一方で、就正の軍勢を少し就由に返すのが良いと口羽通良に伝えたので、2、3日中に返すようにと伝えている。
同年8月3日、毛利輝元が就由の子の宮寿丸、弟の就正、己斐直之の3人に宛てて書状を送り、毛利氏と合戦中の大友宗麟からの回状を持った者2人が毛利領の周防国佐波郡田島に渡海してきたので直ちに捕縛すべきであるとし、回状を持つ2人に宿を借りた者を小野与次郎に理由を伝えて捕縛したことは誠に油断無い対処で祝着であり、紛れもない証拠があるので誅殺を命じると共に、各所への事情聴取を命じている。
その後の動向や没年は不明。

## 逸話
- 就由が過度に酒を嗜むようになったため、毛利元就は就由に節酒するように伝えることを就由の弟の南方就正に勧めている[8]。